# Desa Mangunrejo (administrativ by i Indonesien, Jawa Timur, lat -8,15, long 112,55)
Desa Mangunrejo är en administrativ by i Indonesien.   Den ligger i provinsen Jawa Timur, i den västra delen av landet, 700 km öster om huvudstaden Jakarta.